# Philodromus hierosolymitanus
Philodromus hierosolymitanus este o specie de păianjeni din genul Philodromus, familia Philodromidae, descrisă de Levy, 1977. Conform Catalogue of Life specia Philodromus hierosolymitanus nu are subspecii cunoscute.